# Tamakautoga
El poblado de Tamakautoga un municipio y un distrito electoral en la isla de Niue (Polinesia, Océano Pacífico Sur). Es uno de los 14 pueblos existentes en la isla de Niue. Contaba en el año 2006 con 157 habitantes, y una superficie de 11,93 km². Está situado al costado de la carretera que comunica los poblados de Alofi (capital administrativa de al isla, que se encuentra a 5 km al norte) y Avatele, en la costa suroeste de dicha isla, en la región histórica de la tribu Tafiti.

## Geografía
El centro del pueblo se asienta sobre la bahía Avatele, al sur limita con el cabo Tepa y la punta Avatele, mientras que la punta Halagigie representa el extremo norte y límite con Alofi. El aeropuerto internacional, que en gran parte se halla en Alofi, se encuentra también en parte en el territorio de Tamakautoga.

## Demografía
Evolución demográfica
| Gráfica de evolución demográfica de Tamakautoga entre 1986 y 2006 |
|                                                                   |
|                                                                   |

## Turismo
En las playas cercanas al poblado se practica el buceo donde se pueden observar corales. Es una playa frecuentada por tiburones.